# ریباریتسا (استان لووچ)
ریباریتسا (به بلغاری: Ribaritsa) یک منطقهٔ مسکونی در بلغارستان است که در استان لووچ واقع شده‌است.
 ریباریتسا  ۱٬۰۲۹ نفر جمعیت دارد و ۷۰۱ متر بالاتر از سطح دریا واقع شده‌است.